# Chrobotek łagodny

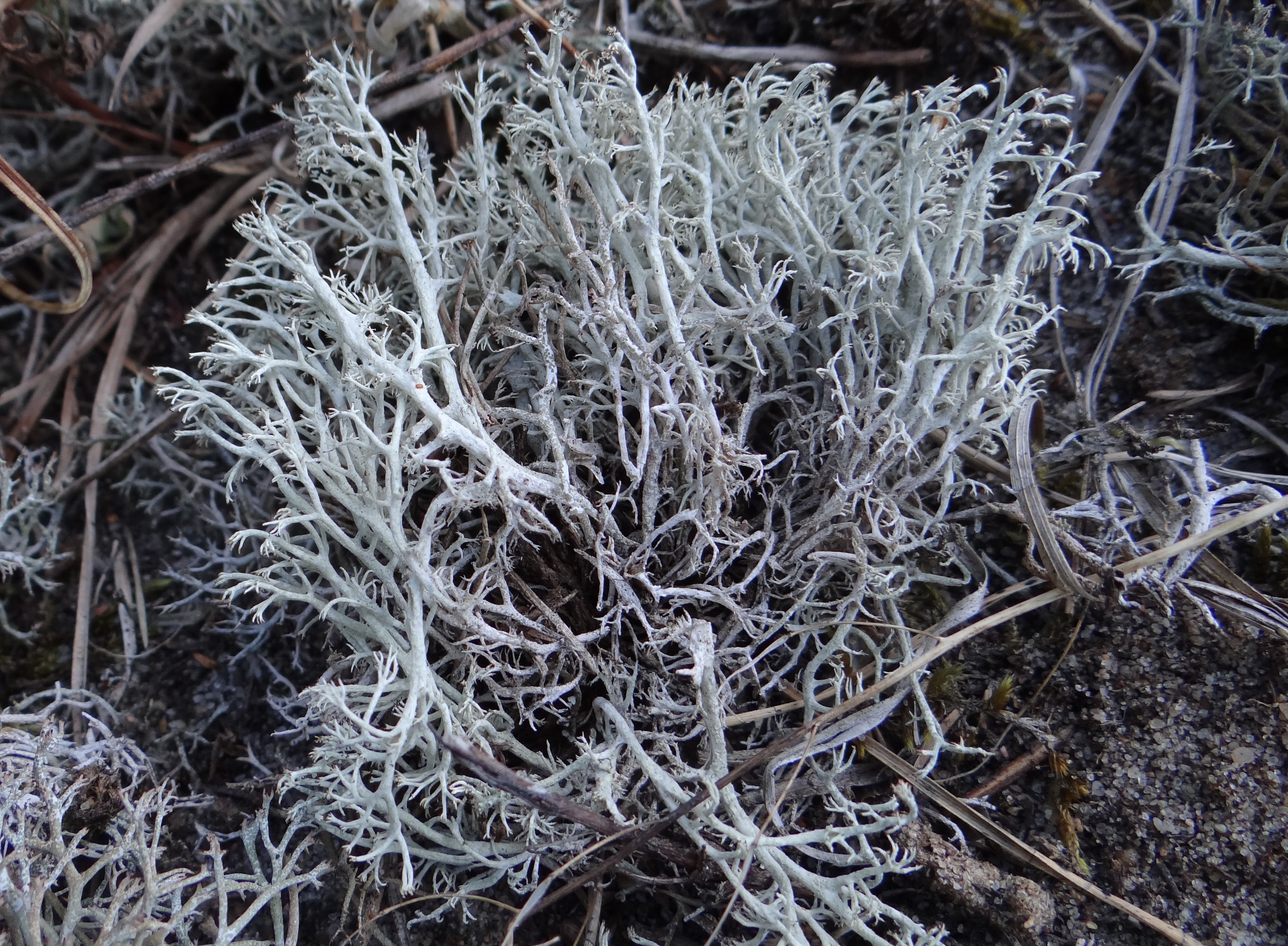

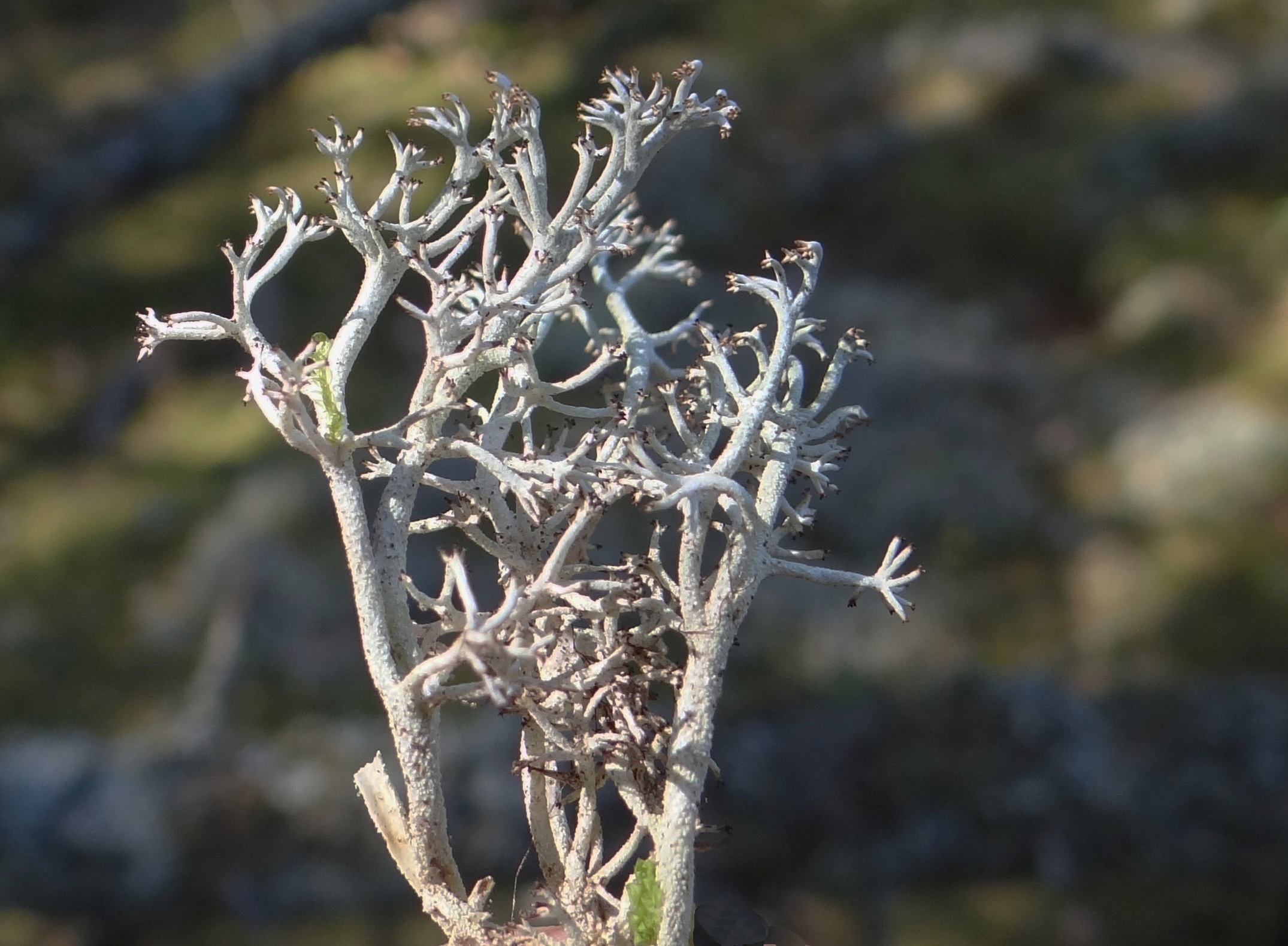

Chrobotek łagodny, chrobotka łagodna (Cladonia mitis Sandst.) – gatunek grzybów należący do rodziny chrobotkowatych (Cladoniaceae). Ze względu na współżycie z glonami zaliczany jest do porostów.

## Systematyka i nazewnictwo
Pozycja w klasyfikacji według Index Fungorum: Cladonia, Cladoniaceae, Lecanorales, Lecanoromycetidae, Lecanoromycetes, Pezizomycotina, Ascomycota, Fungi.
Synonimy:
- Cladina arbuscula subsp. mitis (Sandst.) Burgaz 1994
- Cladina mitis (Sandst.) Mong. 1938
- Cladonia arbuscula subsp. mitis (Sandst.) Ruoss 1987
- Cladonia arbuscula subsp. stictica Ruoss 1989
- Cladonia arbuscula var. mitis (Sandst.) Sipman
- Cladonia sylvatica var. mitis (Sandst.) Kušan 1932

Nazwa polska według opracowania W. Fałtynowicza.
Czasami gatunek ten opisywany jest błędnie jako Cladonia sylvatica, a w polskim piśmiennictwie mykologicznym jako chrobotek leśny (Cladonia arbuscula subsp. mitis).

## Morfologia
Plecha z glonami protokokkoidalnymi, zróżnicowana na plechę pierwotną i wtórną. Plecha pierwotna zanika bardzo wcześnie. Plecha wtórna to wyrastające z plechy pierwotnej krzaczkowate podecja o wysokości 3–7 cm i grubości 0,5–1 mm. Podecja są puste w środku, a ich pędzelkowate zakończenia są brunatne i lekko zagięte w jedną stronę. Kory brak, powierzchnia podecjów jest pilśniowata i ma bardzo jasną barwę – od jasnoszarobiałej do szarozielonawej. Smak łagodny. Reakcje barwne: podecja K–, Pd–
Owocniki pojawiają się bardzo rzadko na szczytach gałązek. Są to apotecja lecideowe o brązowych tarczkach i średnicy 0,3–0,8 mm. W jednym worku powstaje po 8 bezbarwnych, jednokomórkowych askospor o rozmiarach 7–13 × 2,5–5 μm. Często natomiast na szczytach gałązek występują brązowe pyknidy.

## Występowanie i siedlisko
Występuje w Ameryce Północnej, Południowej, Europie, Azji i Australii. Brak go tylko w Afryce i na Antarktydzie (ale występuje na położonej na północ od niej w Antarktyce wyspie Elephant Island), znany jest także na wielu wyspach. Szczególnie częsty jest na półkuli północnej, tutaj jego północny zasięg sięga po Grenlandię. W Polsce jest pospolity na terenie całego kraju. Był gatunkiem ściśle chronionym, od 9 października 2014 r. został wykreślony z listy gatunków porostów chronionych.
Rośnie w miejscach świetlistych i suchych: na wrzosowiskach, wydmach (często razem z szczotlichą siwą) i w świetlistych lasach sosnowych. 

## Gatunki podobne
W Polsce występują cztery bardzo podobne gatunki chrobotków: leśny (Cladonia arbuscula), łagodny (Cladonia mitis), reniferowy (Cladonia rangiferina) i najeżony (Cladonia portentosa), wszystkie są pospolite i występują na podobnych siedliskach. Sytuację dodatkowo komplikuje fakt, że niektóre z nich posiadają podgatunki, a jeszcze bardziej to, że te same gatunki opisywane są pod różnymi nazwami, w zależności od przyjętej taksonomii. Chrobotka łagodnego najłatwiej rozróżnić po smaku (ma łagodny), chrobotek najeżony tworzy najczęściej 3-dzielne rozgałęzienia, chrobotek reniferowy 3-4-dzielne i jest białoszary.